# Mariánský sloup (Litovel)
Mariánský morový sloup v Litovli se nachází na hlavním náměstí Přemysla Otakara. Byl postaven v roce 1724 na paměť morové epidemie z roku 1714. Autorství sloupu je připisováno olomouckému architektu Václavu Renderovi a sochaři Janu Sturmerovi. Sloup vznikl z popudu městské rady, finančně na něj přispěl purkmistr Udalrich Schneider. V roce 1889 byl sloup renovován. Je chráněn jako kulturní památka. V roce 2014 bylo během rekonstrukce náměstí ke sloupu přidáno noční nasvícení.

## Popis
Základna sloupu je vytvořena jako osmiboká otevřená kaple. Uvnitř kaple je socha sv. Pavlíny a sv. Rozálie. Kolem kaple jsou na čtyřech podstavcích sochy morových světců – sv. Šebestiána, sv. Rocha, sv. Karla Boromejského a sv. Františka Xaverského. Vrchol kaple přechází do kuželovitého dříku sloupu, na jehož vrcholu je socha Panny Marie Immaculaty, kterou adorují andělé.
Na soklu jsou dva latinské nápisy. První v překladu říká: „Založení sochy blahoslavené Panny Marie a Pavlíny, ochraňující obec před morem a ohněm, obnoveno nákladem dobrodinců.“ Druhý nápis říká: „Renovováno 1889.“
Ikonografická koncepce památky klade důraz na postavu sv. Pavlíny, která byla v oblasti značně oblíbená a spojovaná se zázraky z doby moru.

## Autorství
Jako autor soch je uváděn Jan Sturmer, ale studium jednotlivých detailů a kolísavá kvalita soch dokládá, že sochy čtyř světců vytvořila podle Sturmerových předloh spíše jeho dílna a sám Sturmer pak zhotovil ženské sochy – Pannu Marii, sv. Rozálii a sv. Pavlínu.
Architektonická koncepce díla je připisována Václavu Renderovi, protože sloup vykazuje celou řadu podobností s jinými Renderovými pracemi. V záznamech o výstavbě sloupu je navíc zmíněn jistý Wenzel (patrně Václav Render). Sporný je vliv Antonia Beduzziho.